# Ott Lepland
Ott Lepland (Tallinn, 17 mei 1987) is een Ests zanger.

## Biografie
Lepland begon op 8-jarige leeftijd op te treden. In 2009 nam hij deel aan Eesti Otsib Superstaari, de Estse versie van Idool. Hij wist deze winnend af te sluiten. In 2012 nam hij deel aan Eesti Laul, de Estse voorronde van het Eurovisiesongfestival. Met het nummer Kuula won hij Eesti Laul 2012, waardoor hij Estland vertegenwoordigde op het Eurovisiesongfestival 2012 in de Azerbeidzjaanse hoofdstad Bakoe. Daar behaalde hij de zesde plaats.

## Discografie

### Singles
| Single met hitnotering(en) in de Vlaamse Ultratop 50 | Datum van verschijnen | Datum van binnenkomst | Hoogste positie | Aantal weken | Opmerkingen |
| ---------------------------------------------------- | --------------------- | --------------------- | --------------- | ------------ | ----------- |
| Kuula                                                | 2012                  | 02-06-2012            | tip60*          |              |             |

1994: Silvi Vrait · 
1996: Ivo Linna & Maarja-Liis Ilus · 
1997: Maarja-Liis Ilus · 
1998: Koit Toome · 
1999: Evelin Samuel & Camille · 
2000: Ines · 
2001: Tanel Padar, Dave Benton & 2XL · 
2002: Sahlene · 
2003: Ruffus · 
2004: Neiokõsõ · 
2005: Suntribe · 
2006: Sandra Oxenryd · 
2007: Gerli Padar · 
2008: Kreisiraadio · 
2009: Urban Symphony · 
2010: Malcolm Lincoln · 
2011: Getter Jaani · 
2012: Ott Lepland · 
2013: Birgit Õigemeel · 
2014: Tanja · 
2015: Elina Born & Stig Rästa · 
2016: Jüri Pootsmann · 
2017: Koit Toome & Laura · 
2018: Elina Netsjajeva · 
2019: Victor Crone · 
2021: Uku Suviste · 
2022: Stefan · 
2023: Alika · 
2024: 5miinust & Puuluup · 
2025: Tommy Cash
- Gemeinsame Normdatei: 1025262298
- International Standard Name Identifier: 0000 0003 7984 6481
- MusicBrainz: f4328b3c-375a-448d-a67b-3b46c8e9950c
- Virtual International Authority File: 258315626